# Dzikowizna (Ryn)
Dzikowizna ist eine Siedlung (polnisch osada) in der polnischen Woiwodschaft Ermland-Masuren, die zur Stadt- und Landgemeinde Ryn (Rhein) im Powiat Giżycki (Kreis Lötzen) gehört.

## Geographische Lage
Dzikowizna liegt an der nordöstlichen Spitze des Jezioro Orło (deutsch Orlener See, 1938–1945 Arlener See), 16 Kilometer südwestlich der Kreisstadt Giżycko (Lötzen).

## Geschichte
Historische Belege aus der Zeit Dzikowiznas vor 1945 existieren nur für den Fall, dass der Ort mit dem einstigen Ludwigsheim identisch ist. Dann hätte der Ort – der seine Bedeutung einem Schützenhaus mit Schießstand verdankte – entweder zur Gemeinde Orlen (1938–1945 Arlen, polnisch Orło) oder aber zur Stadt Rhein (Ryn) gehört.
Als kleine Siedlung ist Dzikowizna heute eine Ortschaft im Verbund der Stadt- und Landgemeinde Ryn (Rhein) im Powiat Giżycki (Kreis Lötzen), bis 1998 der Woiwodschaft Suwałki, seither der Woiwodschaft Ermland-Masuren zugehörig.

## Religionen
Die heutige kirchliche Zugehörigkeit Dzkowiznas besteht seitens der katholischen Kirche zur Pfarrei Unbefleckte Empfängnis Mariä in Ryn.
Auch evangelischerseits besteht der Bezug zu Ryn zur dortigen Evangelisch-Augsburgischen Pfarrgemeinde.

## Verkehr
Bei seiner Lage am Nordostufer des Jezioro Orło ist Dzikowizna lediglich über Landwege erreichbar: von der polnischen Landesstraße DK 59 (frühere deutsche Reichsstraße 140) aus von Tros (Trossen) und von Canki (Waldhof), außerdem von Jeziorko (Jesziorken, 1928–1945 Preußenburg) auf direktem Wege. Eine Bahnanbindung besteht nicht.